# Шлюпы типа «Флауэр»
Шлюпы типа «Флауэр» — серия британских шлюпов из 72 единиц. Простые по конструкции многоцелевые корабли. Строились в 1915—1916 гг. разными верфями, в том числе не имевшими опыта военного кораблестроения. Назывались по именам цветов, из-за чего известны как шлюпы типа «флауэр» («цветок»). Имели тральное оборудование. В годы Первой мировой войны погибло 9 единиц.

## Конструкция
Название шлюп снова возродилось в британском флоте в годы Первой мировой войны: им стали обозначать класс кораблей среднего водоизмещения для выполнения широкого круга вспомогательных задач в прибрежных водах — дозора, конвоирования, минных постановок, борьбы с лёгкими силами противника, траления.
Последняя задача стояла настолько остро, что в первые же дни войны английскому флоту пришлось реквизировать гражданские суда прибрежного плавания, приспособив их для траления. Но эти мероприятия оказались каплей в море, и в декабре 1914 года было принято решение о неотложной постройке кораблей, вооружение которых было бы таким же, как у канонерок, а корпус и машины заимствованы от гражданских судов. Так появились шлюпы типа «Флауэр», один из самых удачных и практичных кораблей английского флота времен Первой мировой войны. Имея простой в постройке корпус, хорошо освоенные в гражданском судостроении, огнетрубные котлы и паровые машины мощностью 2000 л. с.

### Вооружение
Первая серия
две 76-мм и две 47-мм пушки.
Вторая и третья
были вооружены двумя 102-мм или 120-мм орудиями и двумя 47-мм пушками.

## Служба
В общей сложности 112 шлюпов «Флауэр» были построены для Королевского военно-морского флота, и ещё восемь для Французского флота. Из них 17 британцев и один французский «Цветок» были потоплены.
Некоторые корабли служил патрульными судами по всему миру на протяжении мирных лет между войнами, но почти все они были списаны до Второй мировой войны. Это позволило большинство названий передать новым кораблям, корветам типа «Флауэр».